# Wunder des Fliegens
Wunder des Fliegens ist ein 1935 entstandener nationalsozialistischer Propagandafilm mit Ernst Udet und Jürgen Ohlsen in den Hauptrollen, der sich der Begeisterung für das Flugwesen widmete. Die Regie führte Heinz Paul.

## Handlung
Der flugbegeisterte Junge Heinz Muthesius ist Halbwaise und hat seinen Vater (ein Jagdflieger) im Ersten Weltkrieg verloren. Als er mit Freunden einen Drachen steigen lässt, verfängt sich dieser im Flugzeug des bekannten Luftakrobaten und ehemaligen Jagdfliegers Ernst Udet. Dieser stellt Heinz nach einer außerplanmäßigen Landung zur Rede, freundet sich jedoch schnell mit diesem an, nachdem sich herausgestellt, dass Udet und der Vater von Heinz Kriegskameraden waren. Heinz offenbart Udet, dass er Flieger werden möchte, aber noch nie in seinem Leben geflogen ist, woraufhin er zu einem Rundflug in Udets Flamingo mitgenommen wird.
Die Mutter von Heinz ist aufgrund des Schicksals ihres gefallenen Ehemannes wenig begeistert von den Plänen ihres Sohnes. Heinz möchte nicht nur Pilot werden, sondern auf Einladung Udets auch nach Berlin reisen, um dessen Kunstflugdarbietungen bei einem Flugtag zu bestaunen.
Trotz des ausdrücklichen Verbots seiner Mutter reist Heinz heimlich nach Berlin und besucht die Flugschau auf dem Flughafen Tempelhof. In den folgenden Sequenzen werden Flugvorführungen von Willi Stör mit seiner Messerschmitt M35 und Hans Grade mit seinem Grade Eindecker, sowie das Treiben auf dem Flugfeld, gezeigt. Den Höhepunkt der Tages bilden jedoch die Flugfiguren Ernst Udets mit seiner Curtiss Hawk, die von einem Sturzflug aus 4500 Metern Höhe gekrönt werden.
Im Anschluss an den Flugtag ist Heinz zu Gast in Udets Wohnung und bewundert dort die zahlreichen Andenken an seine Zeit als Jagdflieger an der Westfront sowie seinen Fliegerexpeditionen und Filmdreharbeiten in Grönland und Afrika (in diesen Abschnitten wird Archivmaterial, u. a. von Manfred von Richthofen und aus dem Film S.O.S. Eisberg verwendet). Am nächsten Tag wird Heinz von Udet persönlich in die Heimat geflogen, wo dieser ein längeres Gespräch mit der Mutter führt und versucht deren Bedenken zu zerstreuen. Heinz besucht Udet wenig später in der Schweiz und unternimmt mit ihm Flüge durch die Alpen.
Mutter Muthesius gibt schließlich ihren Widerstand auf und ihr Sohn beginnt mit der Gleit- und Segelflugausbildung auf einsitzigen Schulgleitern, die er schließlich besteht. Bei einem Segelflug zur Zugspitze gerät er jedoch in schlechtes Wetter und muss mit dem Fallschirm aus seinem beschädigten Rhönbussard aussteigen. Suchmannschaften zu Fuß und der aus Berlin herbeigeeilte Udet mit seinem Flugzeug beteiligen sich an der Suche nach Heinz. Ihm gelingt es schließlich auch, Heinz zu lokalisieren und den halb erfrorenen Jungen zu retten.
In der Schlussszene wird der entmutigte Heinz von Udet mit den Worten „Jugend muss wagen!“ getröstet, während am Himmel mehrere Ketten von Jagdflugzeugen in Formation vorüberfliegen und in einer Überblendung ein Adler mit Hakenkreuz in den Fängen den Bildschirm ausfüllt.

## Produktion und Veröffentlichung
Der Arbeitstitel des Films lautete Wolkenrausch.
Im Vorspann wird Hermann Göring in seiner Funktion als Reichsminister für Luftfahrt und General der Flieger als Auftraggeber genannt. Gemäß der Parole „Das deutsche Volk soll ein Volk von Fliegern werden“ machte der Film massiv Werbung für den Deutschen Luftsport-Verband.
Nach 1945 wurde der Film zunächst durch die alliierten Militärregierungen mit einem Vorführverbot belegt. Bei einer Nachprüfung im Jahr 1980 wurde der Film durch die FSK ab 16 Jahren freigegeben und diese Entscheidung bei einer Nachprüfung im März 1997 bestätigt. Die Filmrechte liegen heute bei der Friedrich-Wilhelm-Murnau-Stiftung.
Der Film erschien 1992 zum 75. Gründungstag der UFA auf VHS-Kassette.

## Auszeichnungen
Der Film erhielt von der nationalsozialistischen Filmprüfstelle die Prädikate „staatspolitisch wertvoll“ und „volksbildend“ verliehen.

## Trivia
- Bei dem im Film gezeigten Flugtag auf dem Berliner Flughafen Tempelhof führt Ernst Udet ein Flugzeug von Typ Curtiss Hawk II im Sturzflug vor. Es handelt sich dabei um eine von zwei Maschinen dieses Typs, die 1934 an das Deutsche Reich verkauft wurden. Udet nutzte sie für Schauflüge und als Erprobungsträger für die von ihm favorisierte Sturzkampftaktik bei der Bekämpfung von Erdzielen aus der Luft. Die Maschine mit dem zivilen Kennzeichen D-IRIK landete später in der Ausstellung der Deutschen Luftfahrtsammlung am Lehrter Bahnhof in Berlin. Während des Krieges wurden Teile der Sammlung 1943 nach Osten ausgelagert, um diese der Bedrohung durch Bombenangriffe zu entziehen. Die D-IRIK ist heute im Polnischen Luftfahrtmuseum in Krakau ausgestellt.
- In einer Traumsequenz durchfliegt Heinz mit einer Klemm 25 mehrere Brücken und eine Flugzeughalle. Die Aufnahmen entstanden unter anderem auf dem Flughafen München-Oberwiesenfeld und an der Isar. Stuntpilot war Ernst Udet persönlich.[1]